# Badshah (rapper)
Aditya Prateek Singh Sisodia, mais conhecido por seu nome artístico Badshah, é um rapper e cantor indiano conhecido por suas músicas em hindi, Haryanvi e Punjabi. Ele começou sua carreira em 2006 ao lado de Yo Yo Honey Singh em seu grupo de hip hop Mafia Mundeer. Ele se separou de Honey em 2012 e lançou sua música independente Haryanvi, Kar Gayi Chull, que mais tarde foi adotada no filme de 2016 em Bollywood, Kapoor & Sons. Sua música foi apresentada nas trilhas sonoras de Bollywood para filmes como Humpty Sharma Ki Dulhania e Khoobsurat em 2014.
Seu primeiro single de estreia, " DJ Waley Babu ", com Aastha Gill, foi classificado como número um nas paradas indianas do iTunes 24 horas após o lançamento. A música atravessou um milhão de visualizações no YouTube em 30 horas. Em 2016, ele colaborou com Navv Inder em "Wakhra Swag", que ganhou o prêmio Punjabi Music Awards 2016 por melhor duo / grupo e música mais popular do ano.
Em 2018, ele foi listado pela revista Forbes India como a 63a celebridade mais rica da Índia.

## Início da vida e família
Badshah nasceu na aldeia Kalsi, em Karnal, pai de Haryana e mãe de Punjab. Ele é casado com Jasmine.
Concluiu os estudos na Escola Pública Bal Bharti, Pitampura, Delhi, onde se apresentou com o coral da escola. Antes de se tornar músico em tempo integral, ele se matriculou como estudante de matemática na prestigiosa Universidade Banaras Hindu em Varanasi antes de se mudar para o engenheiro civil no PEC, Chandigarh, onde foi exposto a novas músicas em Punjabi que o promoveram a escrever "rap" . Ele afirmou que, se não tivesse se tornado um rapper, ele seria um oficial do IAS.
Ele começou sua carreira na indústria da música com o nome "Cool Equal", mas depois mudou seu nome para Badshah.

## "Paagal"
Sua canção de 2019 "Paagal" conseguiu obter 74,8 milhões de visualizações no YouTube dentro de 24 horas, quebrando o recorde para o mais visto de vídeo, em 24 horas no YouTube. Os fãs de BTS fãs afirmaram que o artista teria comprado a vista para atravessar o recorde mundial devido ao seu baixo número de "curtirdas" nas primeiras 24 horas, mas o YouTube não confirmar se os pontos de vista são verdadeiros ou falsos. A música também não aparecem em 100 Global de posição Top Music Videos gráfico para a semana. No entanto, Badshah negou que foi falso as informações sobre a compra de views, mas admitiu que sua gravadora, a Sony Music Índia comprou de anúncios pagos.
Uma explicação para o YouTube não reconhecer o registro foi que a gravadora de Badshah, Sony Music India, havia comprado anúncios do Google e do YouTube que incorporavam o vídeo ou direcionavam os fãs de alguma forma. No entanto, constatou-se que essa é uma prática comum na indústria musical global e que práticas semelhantes foram usadas anteriormente pelas gravadoras de gravadoras anteriores, como Ariana Grande e Blackpink. Isso colocou em dúvida alguns dos registros de audiência de 24 horas no YouTube.

## Discografia

### Músicas
|  | Denota filmes que ainda não foram lançados |

| Ano  | Música | Gravadora                | Língua  | Nota(s)                               | Referência(s) |
| 2012 | "Saturday Saturday" (Indeep Bakshi featuring Badshah)                                                                   | Sony Music Entertainment | Hindi   |                                       | [ 21 ]        |
| 2013 | Proper Patola (Diljit Dosanjh featuring Badshah)                                                                        | Sony Music Entertainment | Punjabi |                                       | [ 22 ]        |
| 2014 | "Chull" (Fazilpuria featuring Badshah)                                                                                  | Sony Music Entertainment | Punjabi |                                       | [ 23 ]        |
| 2014 | "Bandook" (com Raxstar)                                                                                                 | MTV India                | Punjabi |                                       |               |
| 2015 | "Desi Hiphop" (Manj Musik featuring Roach Killer, Raxstar, Humble the Poet, Big Dhillon, Badshah, Sarb Smooth, Raftaar) | MTV India                | Punjabi |                                       | [ 24 ]        |
| 2015 | "DJ Waley Babu" (featuring Aastha Gill)                                                                                 | Sony Music Entertainment | Punjabi | Released as ONE (Original Never Ends) | [ 25 ]        |
| 2015 | "Wakhra Swag" (Navv Inder featuring Badshah)                                                                            | Times Music              | Punjabi |                                       | [ 26 ]        |
| 2015 | "Baaki Baatein Peene Baad" (Arjun Kanungo featuring Badshah)                                                            | Sony Music Entertainment | Hindi   |                                       | [ 27 ]        |
| 2015 | "Vroom Vroom" (Simranjeet Singh featuring Badshah)                                                                      | Sony Music Entertainment | Punjabi |                                       |               |
| 2016 | "Saturday Saturday (Khul Jaaye Masti)" (featuring Arjun Kanungo e Aastha Gill)                                          | Sony Music Entertainment | Punjabi | Remix of "Saturday Saturday"          | [ 28 ]        |
| 2016 | "Lover Boy" (Shrey Singhal featuring Badshah)                                                                           | T-Series                 | Hindi   |                                       | [ 29 ]        |
| 2016 | "RayZR Mera Swag" (featuring Aastha Gill)                                                                               | Sony Music Entertainment | Punjabi |                                       | [ 30 ]        |
| 2016 | "Garrari Pitbull Te" (Gurinder Rai featuring Badshah)                                                                   | Sony Music Entertainment | Punjabi |                                       |               |
| 2016 | "Driving Slow" | MTV India                | Hindi   |                                       | [ 31 ]        |
| 2016 | "Move Your Body" (com Sean Paul)                                                                                        | Zee Music Company        | Hindi   | Music by DJ Shadow Dubai              | [ 32 ]        |
| 2017 | "Pop the Bottle" (com Vishal–Shekhar e Akasa Singh)                                                                     | Sony Music Entertainment | Hindi   | [ 33 ]                                |               |
| 2017 | "Mercy" | Sony Music Entertainment | Hindi   | Released as ONE (Original Never Ends) | [ 34 ]        |
| 2018 | "KareJa" (featuring Aastha Gill)                                                                                        | Sony Music India         | Hindi   | Released as ONE (Original Never Ends) | [ 35 ]        |
| 2018 | "Buzz" (Aastha Gill featuring Badshah)                                                                                  | Sony Music India         | Hindi   | [ 36 ]                                |               |
| 2018 | "Heartless" (featuring Aastha Gill)                                                                                     | Sony Music India         | Hindi   | Released as ONE (Original Never Ends) | [ 37 ]        |
| 2018 | "Nain" (featuring Aastha Gill)                                                                                          | Sony Music India         | Hindi   | Released as ONE (Original Never Ends) | [ 37 ]        |
| 2018 | "Aashiq Awaara" (featuring Sunidhi Chauhan)                                                                             | Sony Music India         | Hindi   | Released as ONE (Original Never Ends) | [ 37 ]        |
| 2018 | "She Move It Like" | Sony Music India         | Hindi   | Released as ONE (Original Never Ends) |               |
| 2018 | "How We Do It" (Now United featuring Badshah)                                                                           | XIX Entertainment        | Hindi   |                                       |               |
| 2019 | "Har Ghoont Mein Swag" (featuring Tiger Shroff and Disha Patani)                                                        | T-Series                 | Hindi   |                                       |               |
| 2019 | "Paagal" | Sony Music India         |         |                                       |               |
| 2019 | "Kamaal"(Amit Uchana) featuring Badshah)                                                                                | YRF                      | Hindi   |                                       |               |
| 2019 | "Are you ready for the Big Bang" (Flipkart)                                                                             |                          | Hindi   |                                       |               |

### Filmografia
|  | Indica filmes que ainda não foram lançados |

| Ano  | Música                         | Cantor(es)/co-cantor(es)                                                            | Compositor(es)                       | Gravadora                     | Língua    | Filme                     | Referência(s) |
| 2014 | "Saturday Saturday"            | Akriti Kakkar, Indeep Bakshi                                                        | Sharib-Toshi                         | Sony Music India              | Hindi     | Humpty Sharma Ki Dulhania |               |
| 2014 | Dhup Chik                      | Aastha Gill, Raftaar                                                                | Raftaar                              | T-Series                      | Hindi     | Fugly                     |               |
| 2014 | "Abhi Toh Party Shuru Hui Hai" | Aastha Gill                                                                         | Badshah                              | T-Series                      | Hindi     | Khoobsurat                |               |
| 2015 | "Selfie Le Le Re"              | Vishal Dadlani, Nakash Aziz, Pritam                                                 | Pritam                               | T-Series                      | Hindi     | Bajrangi Bhaijaan         |               |
| 2015 | "Vande Mataram"                | Daler Mehndi, Tanishka Sanghvi & Divya Kumar                                        | Sachin-Jigar                         | Zee Music Company             | Hindi     | ABCD 2                    |               |
| 2015 | "Bad Baby"                     | Gippy Grewal                                                                        |                                      | Zee Music Company             | Hindi     | Second Hand Husband       |               |
| 2015 | "Chaar Shanivaar"              | Vishal Dadlani, Armaan Malik                                                        | Amaal Mallik                         | T-Series                      | Hindi     | All Is Well               |               |
| 2015 | "Aaj Raat Ka Scene"            | Shraddha Pandit                                                                     | Badshah                              | Zee Music Company             | Hindi     | Jazbaa                    |               |
| 2015 | "Aaluma Doluma"                | Anirudh Ravichander                                                                 |                                      | Sony Music India              | Tamil     | Vedalam                   |               |
| 2016 | "Akkad Bakkad"                 | Neha Kakkar                                                                         | Badshah                              | T-Series                      | Hindi     | Sanam Re                  |               |
| 2016 | "Teri Yaad"                    | Himesh Reshammiya                                                                   | Himesh Reshammiya                    | HR Musik Limited and T-Series | Hindi     | Teraa Surroor             |               |
| 2016 | "Kar Gayi Chull"               | Fazilpuria, Sukriti Kakar, Neha Kakkar                                              | Amaal Mallik, Badshah                | Sony Music India              | Hindi     | Kapoor &amp; Sons         |               |
| 2016 | "Let's Nacho"                  | Benny Dayal                                                                         | Nucleya, Benny Dayal                 | Sony Music India              | Hindi     | Kapoor &amp; Sons         |               |
| 2016 | "Baby Ko Bass Pasand Hai"      | Vishal Dadlani, Shalmali Kholgade, Ishita, Neeti Mohan                              | Vishal-Shekhar                       | YRF Music                     | Hindi     | Sultan                    |               |
| 2016 | "Kala Chashma"                 | Amar Arshi, Neha Kakkar, Indeep Bakshi                                              | Badahah, Prem-Hardeep                | Zee Music Company             | Hindi     | Baar Baar Dekho           |               |
| 2016 | "The Breakup Song"             | Arijit Singh, Jonita Gandhi and Nakash Aziz                                         | Pritam                               | Sony Music India              | Hindi     | Ae Dil Hai Mushkil        |               |
| 2016 | "Bolo Har Har Har"             | Mithoon, Mohit Chauhan, Sukhwinder Singh Megha Sriram Dalton, Anugrah and The Vamps | Mithoon                              | T-Series                      | Hindi     | Shivaay                   |               |
| 2017 | "The Humma Song"               | A. R. Rahman,, Jubin Nautiyal, Shashaa Tirupati, Tanishk Bagchi                     | A.R. Rahman, Tanishk Bagchi, Badshah | Sony Music India              | Hindi     | OK Jaanu                  |               |
| 2017 | "Tamma Tamma Again"            | Bappi Lahiri, Anuradha Paudwal                                                      | Tanishk Bagchi                       | T-Series                      | Hindi     | Badrinath Ki Dulhania     |               |
| 2017 | "Move Your Lakk"               | Diljit Dosanjh, Sonakshi Sinha                                                      | Badshah                              | T-Series                      | Hindi     | Noor                      | [ 38 ]        |
| 2017 | "Mubarakan (Title Track)"      | Juggy D, Yash Narvekar, Sukriti Kakar                                               | Rishi Rich, Badshah                  | T-Series                      | Hindi     | Mubarakan                 |               |
| 2017 | "Trippy Trippy"                | Neha Kakkar, Benny Dayal, Brijesh Shandilya                                         | Sachin-Jigar                         | T-Series                      | Hindi     | Bhoomi                    |               |
| 2018 | "Happy Happy"                  | Aastha Gill                                                                         | Badshah                              | T-Series                      | Hindi     | Blackmail                 |               |
| 2018 | "Tareefan"                     | Badshah                                                                             | Qaran                                | Zee Music Company             | Hindi     | Veere Di Wedding          |               |
| 2018 | "Tere Naal Nachna"             | Sunanda Sharma                                                                      | Badshah                              | T-Series                      | Hindi     | Nawabzaade                |               |
| 2018 | "Aao Kabhi Haveli Pe"          | Nikhita Gandhi, Sachin-Jigar                                                        | Sachin-Jigar                         | T-Series                      | Hindi     | Stree                     |               |
| 2018 | "Aakh Lad Jaave"               | Asees Kaur, Jubin Nautiyal                                                          | Tanishk Bagchi                       | T-Series                      | Hindi     | Loveyatri                 |               |
| 2018 | "Bhare Bazaar"                 | Vishal Dadlani, Payal Dev, B Praak                                                  | Rishi Rich, Badshah                  | Sony Music India              | Hindi     | Namaste England           |               |
| 2018 | "Proper Patola"                | Diljit Dosanjh, Aastha Gill                                                         | Badshah                              | Sony Music India              | Hindi     | Namaste England           |               |
| 2018 | "Bholey Baba"                  | Nikhita Gandhi                                                                      | JAM8                                 | SVF Entertainment             | Bengali   | Villain                   |               |
| 2019 | "Sab Sahi Hai Bro"             |                                                                                     | Badshah                              | Disney India                  | Hindi     | Aladdin                   |               |
| 2019 | "Koka"                         | Jasbir Jassi, Dhvani Bhanushali                                                     | Tanishk Bagchi                       | T-Series                      | Hindi     | Khandaani Shafakhana      |               |
| 2019 | "Sheher Ki Ladki"              | Tulsi Kumar                                                                         | Tanishk Bagchi                       | T-Series                      | Hindi     | Khandaani Shafakhana      |               |
| 2019 | "Saans To Le Le"               | Rico                                                                                | Badshah                              | T-Series                      | Hindi     | Khandaani Shafakhana      |               |
| 2019 | "Bad Boy"                      | Neeti Mohan                                                                         | Badshah                              | T-Series                      | Hindi     | Saaho                     |               |
| 2019 | "Bad Boy"                      | Neeti Mohan                                                                         | Badshah                              | T-Series                      | Telugu    | Saaho                     |               |
| 2019 | "Bad Boy"                      | Benny Dayal, Sunitha Sarathy                                                        | Badshah                              | T-Series                      | Tamil     | Saaho                     |               |
| 2019 | "Bad Boy"                      | Benny Dayal, Sunitha Sarathy                                                        | Badshah                              | T-Series                      | Malayalam | Saaho                     |               |
| 2019 | "Munna Badnaam Hua"            | Kamaal Khan, Mamta Sharma                                                           | Sajid-Wajid                          | T-Series                      | Hindi     | Dabangg 3                 |               |
| 2019 | "Chandigarh Mein"              | Harrdy Sandhu, Asees Kaur,Lisa Mishra                                               | Tanishk Bagchi                       | Zee Music Company             | Hindi     | Good Newwz                |               |
| 2020 | "Garmi"                        | Neha Kakkar                                                                         | Badshah                              | T-series                      | Hindi     | Street Dancer 3D          |               |

## Filmes como ator
| † | Indica filmes que ainda não foram lançados |

| Ano  | Filme                | Função        | Diretor         | Notas            |
| ---- | -------------------- | ------------- | --------------- | ---------------- |
| 2019 | Khandaani Shafakhana | Gabru Ghaatak | Shilpi Dasgupta | Filme de estréia |

## Filmes como produtor
| Ano  | Filme         | Língua  | Diretor      | Notas                    |
| ---- | ------------- | ------- | ------------ | ------------------------ |
| 2019 | Do Dooni Panj | Punjabi | Harry Bhatti | Músicas compostas também |